# Paederinae
Sous-famille
Les Paederinae sont une sous-famille d'insectes coléoptères de la famille des Staphylinidae.

## Caractéristiques
Certains membres des Paederina, une sous-tribu des Paederinae, contiennent une substance dans leur hémolymphe, qui en contact avec la peau, peut provoquer une irritation appelée dermatite à Paederus. L'agent actif se nomme pédérine et est extrêmement toxique. À quantité égale, il est plus puissant que le venin de cobra.

## Liste des tribus
Selon Catalogue of Life (30 décembre 2022) :
- Lathrobiini
- Paederini
- Pinophilini